# Pedley
Pedley ist ein Stadtteil von Jurupa Valley im Riverside County im US-Bundesstaat Kalifornien. Der ehemalige Census-designated place wurde zum 1. Juli 2011 eingemeindet. Im Jahr 2010 wurden 12.672 Einwohner gezählt.

## Geografie
Pedley lag im Nordwesten des Riverside Countys in Kalifornien, USA. Der Ort hatte 12.672 Einwohner (Stand: 2010) und dehnte sich auf 13,250 km² aus. Im Süden grenzte der Ort an Riverside.

## Geschichte
Der Ortsname Pedley stammt vom englischen Cricketspieler William Pedley, der Manager der San Jacinto Land Company in Riverside wurde. William Pedley erfand ein neues Bewässerungssystem, das er einsetzte. Der Ort trägt seit 1903 oder 1904 seinen Namen, als die San Pedro, Los Angeles and Salt Lake Railroad (SP&LASL) einen Bahnhof mit Weiche in Pedley errichtete. Die viaduktartige Betonbrücke für die Eisenbahn über den Santa Ana River war einst die längste Eisenbahnbrücke aus Beton in den ganzen USA.
Am 8. März 2011 entschieden sich die Bürger mit 54,03 % Ja-Stimmen für eine Zusammenlegung der Städte Mira Loma, Pedley, Rubidoux, Glen Avon und Sunnyslope zur neuen City Jurupa Valley. Die Entscheidung wurde am 1. Juli 2011 wirksam.

## Politik
Pedley war Teil des 31. Distrikts im Senat von Kalifornien, der momentan vom Demokraten Richard Roth vertreten wird, und dem 66. Distrikt der California State Assembly, vertreten vom Demokraten Al Muratsuchi. Des Weiteren gehörte Pedley Kaliforniens 44. Kongresswahlbezirk an, der einen Cook Partisan Voting Index von D+29 hat und von der Demokratin Janice Hahn vertreten wird.